# Lucemburská velkovévodská rodina
Současná lucemburská panovnická (velkovévodská) rodina sestává z rodu Lucembursko-Nasavských v čele se suverénním velkovévodou, v níž je trůn velkovévodství dědičný.

## Členové
Jindřich je současným lucemburským velkovévodou. Narodil se 16. dubna 1955. Oženil se 14. února 1981 s Marií Teresou Mestre a stal se velkovévodou, když jeho otec Jan 7. října 2000 abdikoval. Jejich děti jsou:
- Dědičný velkovévoda Guillaume Lucemburský, nejstarší syn velkovévody, narozen 11. listopadu 1981. Je dědičným lucemburským velkovévodou, dědičným princem z Nassau a je držitelem titulu princ z Bourbon-Parmy. Oženil se 20. října 2012 s hraběnkou Stephanie de Lannoy (nar. 18. února 1984).
  - Princ Karel Lucemburský se narodil 10. května 2020 v porodnici velkovévodkyně Charlotte v Lucemburku.
  - Princ François Lucemburský, druhý syn dědičného velkovévody, se narodil 27. března 2023 v porodnici velkovévodkyně Šarloty v Lucemburku.
- Princ Félix Lucemburský, princ nasavský, narozen 3. června 1984. Je princem lucemburským a nasavským. Oženil se 21. září 2013 s Claire Margareta Lademacher (nar. 21. března 1985). Mají spolu dceru a syna:
  - Princezna Amalia Nasavská se narodila 15. června 2014 v porodnici Velkovévodkyně Charlotte v Lucemburku.
  - Princ Liam Nasavský se narodil 28. listopadu 2016 ve švýcarské Ženevě.
  - Princ Balthasar Nasavský , syn prince Félixe, se narodil 7. ledna 2024 v porodnici velkovévodkyně Šarloty v Lucemburku.
- Princ Louis Lucemburský, narozen 3. srpna 1986. Je princem Lucemburským a princem z Nassau. Oženil se 29. září 2006 s Tessy Antony (nar. 28. října 1985). Po svatbě se princ Louis vzdal práva na dědictví, které měl před svatbou. Princ Louis a Antony se rozvedli 4. dubna 2019.
  - Princ Gabriel Nasavský se narodil mimo manželství ve Švýcarsku 12. března 2006.
  - Princ Noah Nasavský se narodil 21. září 2007 v porodnici velkovévodkyně Šarloty v Lucemburku.
- Princezna Alexandra Lucemburská, narozena 16. února 1991.
- Princ Sébastien Lucemburský, narozen 16. dubna 1992.

### Rozšířená rodina
- Princezna Marie Astrid Lucemburská, nejstarší sestra velkovévody se narodila 17. února 1954. Provdala se 6. února 1982 za rakouského arcivévodu Karla Kristiána, který se narodil v roce 1954.[2] Mají pět dětí:
  - Arcivévodkyně Marie Christine (1983) (manžel Hrabě Rodolphe de Limburg-Stirum, 3 synové: hrabě Léopold, hrabě Constantin a hrabě Gabriel),
  - Arcivévoda Imre (1985) (manželka Kathleen Elizabeth Walker, 4 dcery: arcivévodkyně Maria-Stella, arcivévodkyně Magdaléna, arcivévodkyně Juliana a arcivévodkyně Cecilia).
  - Arcivévoda Christoph (1988) (manželka Adélaïde Drapé-Frisch, 2 dcery: arcivévodkyně Katarina a arcivévodkyně Sophia).
  - Arcivévoda Alexander (1990)
  - Arcivévodkyně Gabriella (1994) (manžel princ Henri Bourbonsko-Parmský, 1 dcera: Victoria).
- Princ Jean Lucemburský, bratr velkovévody se narodil 15. května 1957. Dne 27. května 1987 se oženil s Hélène Vesturovou, která se narodila v roce 1958. Dne 26. září 1986 se princ Jean vzdal svého práva na následnictví na lucemburský trůn. Jeho děti byly oslovovány jako hrabě nebo hraběnky z Nassau, dokud nedostaly titul Jeho nebo Její královské výsosti Prince nebo Princezny nasavské dne 24. listopadu 2004. Princ Jean a Vestur se rozvedli v roce 2004 a dne 18. března 2009 se oženil s Diane de Guerre v civilním obřadu v Roermondu v Nizozemsku.[3]
  - Princezna Marie Gabrielle z Nassau, nejstarší dítě a jediná dcera prince Jeana, se narodila mimo manželství 8. září 1986. Vdaná s Antoniusem Willmsem od roku 2017, 2 synové: Zeno Willms a Cajetan Willims
  - Princ Constantin z Nassau, nejstarší syn prince Jeana, se narodil 22. července 1988. Oženil se s Kathryn Mechie v roce 2020, má 1 syna: Felixe.
  - Princ Václav z Nassau, druhý syn prince Jeana se narodil 17. listopadu 1990.
  - Princ Carl Johann z Nassau, třetí syn a nejmladší dítě prince Jeana se narodil 15. srpna 1992.
- Princezna Margaretha Lucemburská, nejmladší sestra velkovévody. Narodila se 15. května 1957. Vdala se 20. března 1982 za prince Nikolause z Lichtenštejna, který se narodil v roce 1947. Měli tři děti.
  - Princezna Maria-Anunciata z Lichtenštejna (1985).
  - Princezna Marie-Astrid z Lichtenštejnska (1987).
  - Princ Josef-Emanuel z Lichtenštejna 1990
- Princ Guillaume Lucemburský, nejmladší bratr velkovévody se narodil 1. května 1963. Dne 8. září 1994 se oženil se Sibillou Sandrou Weillerovou (dcerou Donny Olimpia Torlonia dei principi di Civitella-Cesi a Paula-Annika Weillera) - vnučka španělského Alfonsa XIII.), nyní lucemburská princezna Sibilla.
  - Princ Paul-Louis z Nassau, nejstarší syn prince Guillauma se narodil 4. března 1998.
  - Princ Léopold z Nassau, druhý syn prince Guillauma se narodil 2. května 2000. Je dvojčetem princezny Charlotte.
  - Jediná dcera prince Guillauma, princezna Charlotte z Nassau, se narodila 2. května 2000. Je dvojčetem prince Léopolda.
  - Princ Jean André z Nassau, nejmladší syn prince Guillauma se narodil 13. července 2004.
- Princezna Marie Gabriele z Lucemburska, teta velkovévody se narodila 2. srpna 1925. Provdala se 6. listopadu 1951 za Knuda, hraběte z Holsteinu-Ledreborgu (1919–2001).
- Princezna Johanka z Lucemburska (rozená Dillon), teta velkovévody se narodila 31. ledna 1935. Byla vdovou po princi Karlovi Lucemburském, vzali se 1. března 1967.
  - Lucemburská princezna Charlotte, první sestřenice velkovévody se narodila 15. září 1967. V roce 1993 se provdala za Marca Victora Cunninghama, který se narodil 24. září 1965. Mají tři děti: Charles (1996), Louis (1998) a Donnall (2002).
  - Princ Robert Lucemburský, první bratranec velkovévody, se narodil 14. srpna 1968 a nábožensky se oženil 19. září 1993 s Julií Elizabeth Houston Ongaro, nyní princeznou Julií z Nassau, která se narodila 9. června 1966.[4]

Po smrti velkovévody Viléma IV. z Lucemburku přísně vzato vymřela linie Nasavsko-Weilburská, nicméně skrze ženskou následnici trůnu, Marii Adlétu a Šarlotu stále žijí potomci. Sňatkem Šarloty s princem Felixem Bourbonsko-Parmským přechází rodová linie Nasavských do větve Bourbon-Parma. Z politických důvodů se však rodina vládnoucích velkovévodů nazývá stále dynastií nasavskou ("de Nassau") (ve článku 3. lucemburské ústavy je pevně stanovena dynastie z Nasavy jako vládnoucí). Tato dynastická okolnost je patrná z Jindřichova velkého znaku. Ten zahrnuje jak znak Lucemburska a Nasavska, tak i znak Bourbonsko-Parmský (tři lilie králů Francie, červený lem vévodů z Anjou). Z tohoto symbolismu je možno vyčíst jeho titul „Velkovévody Lucemburského z rodu Nasavského, vycházejícího z rodu Bourbonsko-Parmského“.